# Fiat 500 Pink Ribbon
La edición especial y limitada Fiat 500 Pink Ribbon fue presentada en septiembre de 2011 y puesto a la venta en Estados Unidos en octubre del mismo año para recaudar fondos para el centro de investigación Breast Cancer Research Foundation, centro para la lucha contra el cáncer de mama. Se basa en la carrocería berlina de la versión americana del Fiat 500 en su acabado Lounge. La edición se limitó a 250 unidades. El precio de cada unidad es de 22.500 $, 16.500 € al cambio en el momento de su comercialización, 2.500 $ más que Fiat 500 Lounge básico en Estados Unidos, pero solo 300 $ más si se suman todos los extras. Por cada unidad vendida Fiat donó 1000 €, aproximadamente 735 €, 250.000 $ en total.

## Características

### Exterior
Las unidades de la edición son de color gris denominado "Argento" o blanco con denominación "Bianco". En ambos laterales una línea rosa recorre la carrocería, y en la zona trasera sobre la línea lateral y como motivo de la edición se muestra un lazo rosa claro.

### Interior
El interior de la edición está acabado en tonos negros. Los asientos de todas las plazas son de cuero con las costuras exteriores bordadas en color rosa. En los respaldos de los asientos delanteros y en las alfombrillas también aparece el lazo de la edición bordado en el mismo color. El volante es de cuero negro con las costuras bordadas también en rosa. Igualmente, el panel de instrumentos y las llaves de las unidades están personalizadas con el motivo de la edición.

### Motorizaciones
Todas las unidades de la edición 500 Pink Ribbon están asociadas al motor 1.4 MultiAir de 100 CV.